# Arkadij Vjatčanin
Arkadij Arkad'evič Vjatčanin (in russo Аркадий Аркадьевич Вятчанин?; Vorkuta, 4 aprile 1984) è un ex nuotatore e allenatore di nuoto russo con cittadinanza serba naturalizzato statunitense, specializzato nello stile dorso.

## Biografia

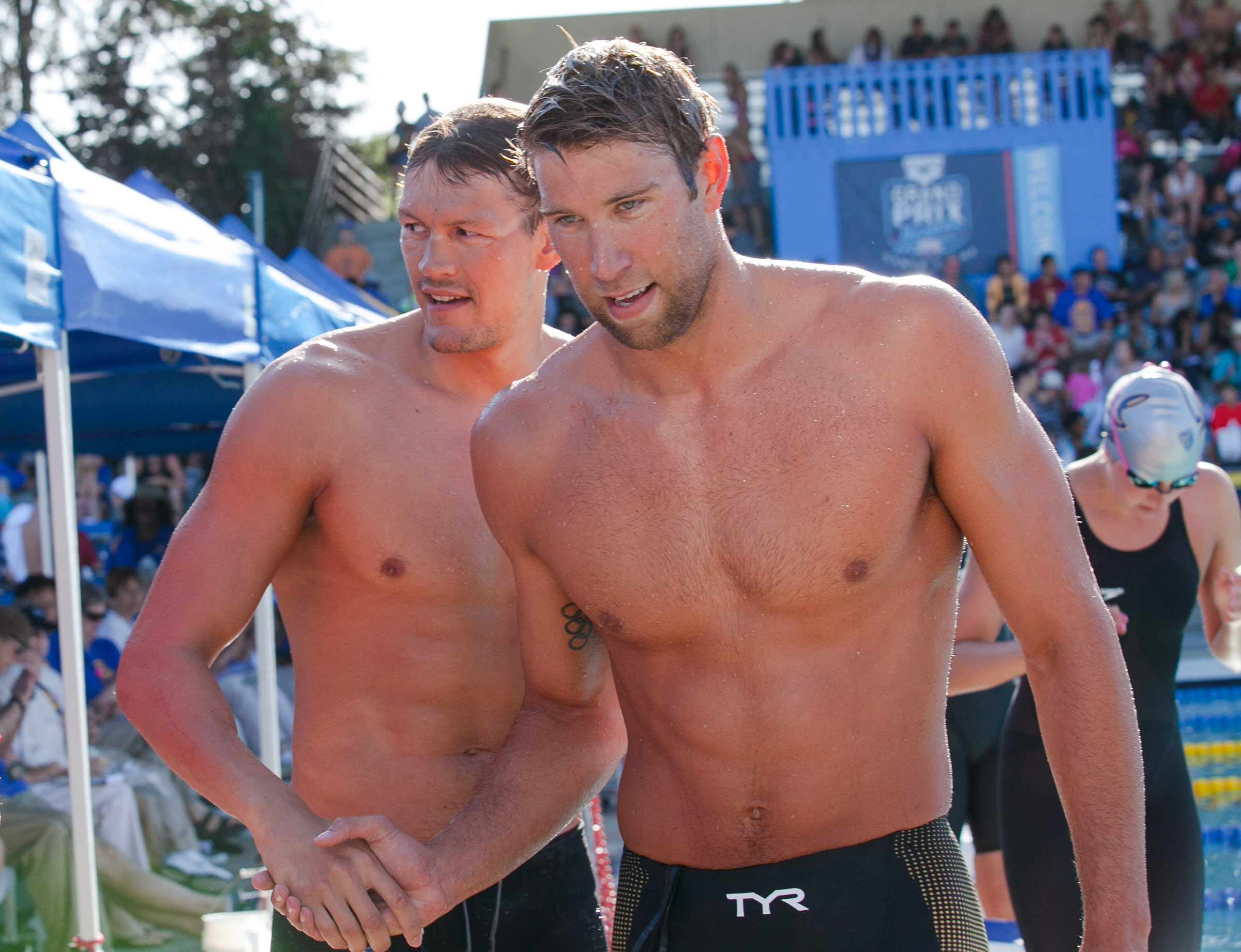
Arkadij Vjatčanin e Matt Grevers

Ha rappresentato la Russia ai tre edizioni consecutive dei Giochi olimpici estivi da Atene 2004 a Londra 2012, vincendo due medaglie di bronzo nei 100 m dorso e nei 200 m dorso.
Dopo il ritiro è diventato allenatore di nuoto al Grenoble Alp'38 in Francia.

## Palmarès
- Olimpiadi

Pechino 2008: bronzo nei 100 m dorso e nei 200 m dorso
- Mondiali

Barcellona 2003: argento nei 100m dorso e nella 4x100 m misti.
Montréal 2005: argento nella 4x100 m misti.
Melbourne 2007: bronzo nella 4x100 m misti.
- Mondiali in vasca corta

Indianapolis 2004: bronzo nei 200m dorso e nella 4x100 m misti.
- Europei

Budapest 2006: oro nei 100m dorso, nei 200m dorso e nella 4x100 m misti.
Eindhoven 2008: oro nella 4x100 m misti, argento nei 200 m dorso e bronzo nei 100 m dorso.
- Europei in vasca corta

Trieste 2005: argento nei 50 m dorso, nei 100 m dorso e nei 200 m dorso.
Helsinki 2006: oro nei 100 m dorso e nei 200 m dorso.
Istanbul 2009: oro nei 100 m dorso.
- Europei giovanili

Malta 2001: argento nella 4x100 m misti e bronzo nei 200 m dorso.
Linz 2002: oro nei 50 m dorso e nei 200 m dorso, argento nei 100 m dorso e nella 4x100 m misti.